# Fotheringay
För den engelska byn, se Fotheringhay.
Fotheringay var en brittisk folkrockgrupp som bildades av Sandy Denny efter att hon lämnat Fairport Convention 1970. Medlemmar i gruppen var förutom Denny själv hennes make Trevor Lucas, gitarr och sång, den amerikanske gitarristen Jerry Donahue, basisten Pat Donaldson, och trumslagaren Gerry Conway.
Gruppen gjorde en skiva men splittrades under inspelningen av uppföljaren. Sandy Denny tog upp en solokarriär. Lucas och Donahue anslöt sig 1972 till Fairport Convention, vilket även Denny gjorde något år senare.

## Diskografi
Album
- 1970 – Fotheringay
- 2008 – Fotheringay 2
- 2011 – Fotheringay Essen 1970 (live)

Singlar
- 1970 - Winter Winds / Peace In The End
- 1971 - The Ballad Of Ned Kelly / Nothing More